# جيمس إتش. شميتز
جيمس إتش. شميتز (بالإنجليزية: James H. Schmitz)‏ (15 أكتوبر 1911، هامبورغ في ألمانيا - 18 أبريل 1981، لوس أنجلوس في الولايات المتحدة)؛ روائي أمريكي.